# Abdualim Gafforow
Abdualim Gafforow (tadż. Абдуҳалим Ғаффоров; ur. 24 grudnia 1951) – tadżycki polityk, kandydat na urząd prezydenta w wyborach prezydenckich w 2006 roku, z ramienia Partii Socjalistycznej.